# Georg II av Hessen-Darmstadt
Georg II av Hessen-Darmstadt, lantgreve av Hessen-Darmstadt. Född 1605, död 1661, son till Ludvig V av Hessen-Darmstadt och Magdalena av Brandenburg.
Gift med Sofia Eleonora av Sachsen.

## Barn
1. Ludvig VI av Hessen-Darmstadt, född 1630, död 1678
2. Elisabet Amalia av Hessen-Darmstadt född 1635, död 1709
3. Anna Sophia av Hessen-Darmstadt född 1638, död 1683